# Batalla de Lisnagarvey
La batalla de Lisnagarvey tuvo lugar cerca de Lisburn, 32 kilómetros al sur de Carrickfergus, en el sur del condado de Antrim, Irlanda en diciembre de 1649. En ella se enfrentaron Realistas (muchos de ellos escoceses) y parlamentaristas durante las Guerras de los Tres Reinos.

## Contexto
Cuando el ejército de Oliver Cromwell desembarcó en Dublín en agosto de 1649, la única gran ciudad del Úlster en manos parlamentaristas era Derry. Las fuerzas de Sir Charles Coote habían conseguido resistir a la coalición de realistas y confederados gracias a un pacto de conveniencia con Owen Roe O'Neill y su ejército irlandés del Úlster. Después de que Cromwell conquistara la ciudad de Drogheda en septiembre, envió al Coronel Robert Venables con una fuerza de 5,000 hombres para conquistar el este del Úlster mientras que él partió hacia el surCromwell él encabezó al sur con el resto del ejército.
Al cabo de unos días, Venables había ocupado Dundalk, y poco después capturaba el Puerto de Carlingford y varios castillos cercanos con el apoyo de una fragata parlamentarista. Al día siguiente, su caballería capturó Newry. La única resistencia seria que encontró Venables en el camino fue el 27 de septiembre, cuando algunos de los hombres de Felim O'Neill atacaron por sorpresa el campamento parlamentarista cerca de Lisnagarvey. No obstante, fueron derrotados y poco después, la guarnición escocesa de Belfast se rindió también sin lucha, lo que permitió a los parlamentaristas obtener una considerable cantidad de armas y municiones.
Mientras tanto, la fuerza de Charles Coote entró en acción una vez más. El primer objetivo de Coote fue Coleraine. Algunos de los protestantes de la ciudad abrieron las puertas a los hombres de Coote, que procedió a masacrar a la guarnición. La mayoría de los defensores eran de hecho protestantes de origen escocés, pero Coote no mostró piedad alguna. Después, los hombres de Coote se reunieron con Venables en Belfast, para preparar un ataque sobre Carrickfergus.

## La batalla
A comienzos de diciembre, el ejército escocés de Monro, formado por 3000 hombres se unió a las fuerzas realistas de Lord Clandeboye. Los realistas marcharon al norte para intentar evitar la captura de Carrickfergus por los Parlamentaristas. Tras conocer sus movimientos, los Parlamentaristas trataron de interceptar a los realistas y ambos ejércitos se encontraron cerca de Lisnagarvey (Lisburn) el 6 diciembre. Las vanguardias de ambos bandos se enzarzaron en combate, y el pánico cundió rápidamente entre los ya desmoralizados Realistas. Cuando el grueso del ejército Parlamentarista apareció en el campo, la mayoría de los realistas huyeron, siendo masacrados en su huida por los parlamentaristas, que mataron a unos 1500 soldados en fuga y dejando atrás armas y suministros. Clandeboye se rindió poco después de la batalla mientras Monro huyó a Enniskillen.

## Consecuencias
La derrota de Lisnagarvey acabó con la resistencia de los escoceses del Úlster. Carrickfergus se rindió a Coote el 13 de diciembre. Coote expulsó a la guarnición escocesa y a sus familias de la ciudad en pleno invierno. Después de la batalla, solo un puñado de fortalezas quedaban bajo control de los realistas. A comienzos de 1650, Monro entregó Enniskillen a Coote por ₤500 y regresó a Escocia. Lo único que separaba a los Parlamentaristas de la conquista de la provincia era el Ejército Irlandés del Úlster.